# Megas
Megas (de son vrai nom Magnús Þór Jónsson, né le 7 avril 1945 à Reykjavik, Islande) est un chanteur, auteur-compositeur et écrivain islandais.

## Discographie
- 1972 - Megas (album)|Megas (MGAB 720601)
- 1975 - Millilending (Demant D1-002)
- 1976 - Fram og Aftur Blindgötuna (Hrím hf D1-005)
- 1977 - Á Bleikum Náttkjólum (Iðunn 002), with Spilverk Þjóðanna.
- 1978 - Nú er Ég Klæddur og Kominn á Ról (Iðunn 004)
- 1979 - Drög að Sjálfsmorði (Iðunn 008-09)
- 1986 - Í Góðri Trú (Hitt leikhúsið HITT 011)
- 1987 - Loftmynd (Gramm)
- 1988 - Höfuðlausnir (Gramm)
- 1990 - Hættuleg Hljómsveit & Glæpakvendið Stella (Megas)
- 1992 - Þrír Blóðdropar (Skífan)
- 1993 - Paradísarfuglinn (Skífan)
- 1994 - Drög að Upprisu (Japis), album by Megas and Nýdönsk.
- 1996 - Til Hamingju með Fallið (???)
- 1997 - Fláa Veröld (???)
- 2000 - Svanasöngur á Leiði (???)
- 2001 - Far… Þinn Veg|Far... Þinn Veg (Ómi)
- 2001 - Haugbrot (Ómi)
- 2002 - (Kristilega Kærleiksblómin Spretta í Kringum) Hitt og Þetta (???)
- 2002 - Englaryk í Tímaglasi (???)
- 2002 - Megas (compilation)|Megas (???)
- 2002 - Megas 1972-2002 (Skífan)